# Coordenadas elípticas cilíndricas

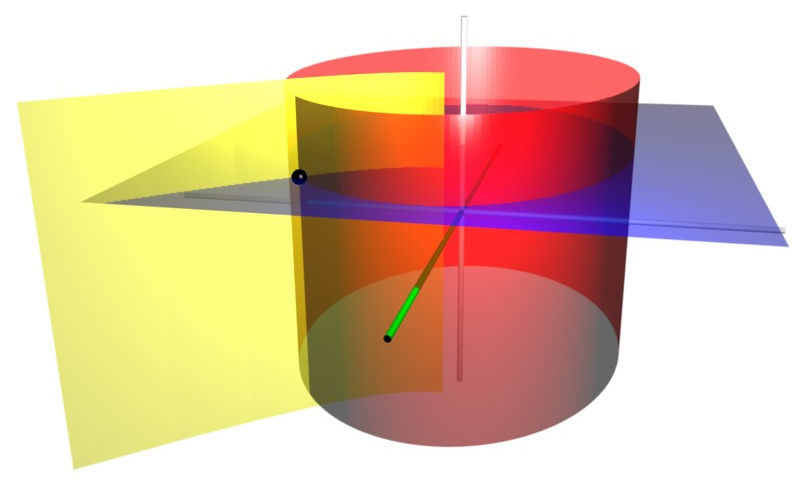
Superficies coordenadas de un sistema de coordenadas elípticas cilíndricas. La lámina amarilla es el prisma de una semihipérbola correspondiente a ν=-45°, mientras que el tubo rojo es un prisma elíptico correspondiente a μ=1. El plano azul corresponde a z=1. Las tres superficies se cortan en el punto P (mostrado como una esfera negra) con coordenadas cartesianas aproximadamente (2.182, -1.661, 1.0). Los focos de la elipse y de la hipérbola se encuentran en x= ±2.0.

Las coordenadas elípticas cilíndricas (también denominadas coordenadas cilíndricas elípticas) son un sistema de referencia tridimensional ortogonal que resulta de proyectar un sistema de coordenadas elípticas bidimensional en la dirección perpendicular {\displaystyle z}. Por lo tanto, las superficies coordenadas son prismas rectos cuyas bases son elipses e hipérbolas confocales. Los dos focos
{\displaystyle F_{1}} y {\displaystyle F_{2}} se toman generalmente como fijos en {\displaystyle -a} y
{\displaystyle +a}, respectivamente, en el eje {\displaystyle x} de las coordenadas cartesianas.

## Definición básica
La definición más común de las coordenadas elípticas cilíndricas {\displaystyle (\mu ,\nu ,z)} es
{\displaystyle x=a\ \cosh \mu \ \cos \nu }
{\displaystyle y=a\ \sinh \mu \ \sin \nu }
{\displaystyle z=z}
donde {\displaystyle \mu } es un número real no negativo y {\displaystyle \nu \in [0,2\pi ]}.
Estas definiciones corresponden a elipses e hipérbolas. La identidad trigonométrica
{\displaystyle {\frac {x^{2}}{a^{2}\cosh ^{2}\mu }}+{\frac {y^{2}}{a^{2}\sinh ^{2}\mu }}=\cos ^{2}\nu +\sin ^{2}\nu =1}
muestra que las curvas de {\displaystyle \mu } constante forman elipses, mientras que la identidad trigonométrica hiperbólica
{\displaystyle {\frac {x^{2}}{a^{2}\cos ^{2}\nu }}-{\frac {y^{2}}{a^{2}\sin ^{2}\nu }}=\cosh ^{2}\mu -\sinh ^{2}\mu =1}
muestra que las curvas de {\displaystyle \nu } constante forman hipérbolas.

## Factores de escala
Los factores de escala para las coordenadas elípticas cilíndricas {\displaystyle \mu } y {\displaystyle \nu } son iguales
{\displaystyle h_{\mu }=h_{\nu }=a{\sqrt {\sinh ^{2}\mu +\sin ^{2}\nu }}}
mientras que el factor de escala restante es {\displaystyle h_{z}=1}.
En consecuencia, un elemento de volumen infinitesimal es igual a
{\displaystyle dV=a^{2}\left(\sinh ^{2}\mu +\sin ^{2}\nu \right)d\mu d\nu dz}
y el laplaciano es igual a
{\displaystyle \nabla ^{2}\Phi ={\frac {1}{a^{2}\left(\sinh ^{2}\mu +\sin ^{2}\nu \right)}}\left({\frac {\partial ^{2}\Phi }{\partial \mu ^{2}}}+{\frac {\partial ^{2}\Phi }{\partial \nu ^{2}}}\right)+{\frac {\partial ^{2}\Phi }{\partial z^{2}}}}
Otros operadores diferenciales como {\displaystyle \nabla \cdot \mathbf {F} } y {\displaystyle \nabla \times \mathbf {F} } se pueden expresar en las coordenadas {\displaystyle (\mu ,\nu ,z)} sustituyendo los factores de escala en las fórmulas generales que se encuentran en el artículo dedicado a las coordenadas ortogonales.

## Definición alternativa
A veces se utiliza un conjunto alternativo y geométricamente intuitivo de coordenadas elípticas {\displaystyle (\sigma ,\tau ,z)}, donde {\displaystyle \sigma =\cosh \mu } y {\displaystyle \tau =\cos \nu }. Por lo tanto, las curvas de {\displaystyle \sigma } constante son elipses, mientras que las curvas de {\displaystyle \tau } constante son hipérbolas. La coordenada {\displaystyle \tau } debe pertenecer al intervalo [-1, 1], mientras que la coordenada {\displaystyle \sigma }
debe ser mayor o igual a uno.
Las coordenadas {\displaystyle (\sigma ,\tau ,z)} tienen una relación simple con las distancias a los focos {\displaystyle F_{1}} y {\displaystyle F_{2}}. Para cualquier punto en el plano (x,y), la suma {\displaystyle d_{1}+d_{2}} de sus distancias a los focos es igual a {\displaystyle 2a\sigma }, mientras que su diferencia {\displaystyle d_{1}-d_{2}} es igual a {\displaystyle 2a\tau }. Por lo tanto, la distancia a {\displaystyle F_{1}} es {\displaystyle a(\sigma +\tau )}, mientras que la distancia a {\displaystyle F_{2}} es {\displaystyle a(\sigma -\tau )} (debe recordarse que {\displaystyle F_{1}} y {\displaystyle F_{2}} se encuentran en {\displaystyle x=-a} y {\displaystyle x=+a}, respectivamente).
Un inconveniente de estas coordenadas es que no tienen una transformación 1 a 1 con respecto a las coordenadas cartesianas
{\displaystyle x=a\sigma \tau }
{\displaystyle y^{2}=a^{2}\left(\sigma ^{2}-1\right)\left(1-\tau ^{2}\right)}

## Factores de escala alternativos
Los factores de escala para las coordenadas elípticas alternativas {\displaystyle (\sigma ,\tau ,z)} son
{\displaystyle h_{\sigma }=a{\sqrt {\frac {\sigma ^{2}-\tau ^{2}}{\sigma ^{2}-1}}}}
{\displaystyle h_{\tau }=a{\sqrt {\frac {\sigma ^{2}-\tau ^{2}}{1-\tau ^{2}}}}}
y, por supuesto, {\displaystyle h_{z}=1}. Por lo tanto, el elemento de volumen infinitesimal se convierte en
{\displaystyle dV=a^{2}{\frac {\sigma ^{2}-\tau ^{2}}{\sqrt {\left(\sigma ^{2}-1\right)\left(1-\tau ^{2}\right)}}}d\sigma d\tau dz}
y el laplaciano es igual a
{\displaystyle \nabla ^{2}\Phi ={\frac {1}{a^{2}\left(\sigma ^{2}-\tau ^{2}\right)}}\left[{\sqrt {\sigma ^{2}-1}}{\frac {\partial }{\partial \sigma }}\left({\sqrt {\sigma ^{2}-1}}{\frac {\partial \Phi }{\partial \sigma }}\right)+{\sqrt {1-\tau ^{2}}}{\frac {\partial }{\partial \tau }}\left({\sqrt {1-\tau ^{2}}}{\frac {\partial \Phi }{\partial \tau }}\right)\right]+{\frac {\partial ^{2}\Phi }{\partial z^{2}}}}
Otros operadores diferenciales como {\displaystyle \nabla \cdot \mathbf {F} } y {\displaystyle \nabla \times \mathbf {F} } se pueden expresar en las coordenadas {\displaystyle (\sigma ,\tau )} sustituyendo los factores de escala en las fórmulas generales que se encuentran en el artículo dedicado a las coordenadas ortogonales.

## Aplicaciones
Las aplicaciones clásicas de las coordenadas elípticas cilíndricas son la resolución de ecuaciones en derivadas parciales, por ejemplo, la ecuación de Laplace o la ecuación de Helmholtz, para las que las coordenadas elípticas cilíndricas permiten emplear el método de separación de variables. Un ejemplo típico sería el campo eléctrico que rodea una placa conductora plana de ancho {\displaystyle 2a}.
La ecuación de onda tridimensional, cuando se expresa en coordenadas elípticas cilíndricas, se puede resolver mediante la separación de variables, lo que da lugar a la ecuación diferencial de Mathieu.
Las propiedades geométricas de las coordenadas elípticas también pueden ser útiles. Un ejemplo típico podría ser una integración sobre todos los pares de vectores {\displaystyle \mathbf {p} } y {\displaystyle \mathbf {q} } que sumen un vector fijo {\displaystyle \mathbf {r} =\mathbf {p} +\mathbf {q} }, donde el integrando
fuera una función de las longitudes de los vectores {\displaystyle \left|\mathbf {p} \right|} y {\displaystyle \left|\mathbf {q} \right|}. En tal caso, se colocaría {\displaystyle \mathbf {r} } entre los dos focos y se alinearía con el eje {\displaystyle x}, es decir, {\displaystyle \mathbf {r} =2a\mathbf {\hat {x}} }. Para ser más concretos, {\displaystyle \mathbf {r} }, {\displaystyle \mathbf {p} } y {\displaystyle \mathbf {q} } podrían representar la cantidad de movimiento de una partícula y sus productos de descomposición, respectivamente, y el integrando podría implicar las energías cinéticas de los productos (que son proporcionales a las longitudes al cuadrado de los momentos.